# Tipula (Afrotipula) brachycera
Tipula (Afrotipula) brachycera is een tweevleugelige uit de familie langpootmuggen (Tipulidae). De soort komt voor in het Afrotropisch gebied.